# 影视
影視，全稱電影電視，是一個廣泛涵蓋電視、電影等視覺傳播媒體的概括性術語。
所謂「影視文化」（Screen Culture），即指電影、電視等視聽媒體所形成的文化。狹義指此等藝術及其對社會的影響；廣義則指透過該等媒體的文化創作。影視產業涉及眾多專業領域，包括編劇、攝影、剪輯、佈景設計等。隨著科技進步，數字特技、視覺特效等技術在影視作品中也愈加廣泛應用。進入數字時代後，數字電影、網絡影視等新興形式也應運而生。